# Colotois cerasi
Colotois cerasi är en fjärilsart som beskrevs av Fabricius 1775. Colotois cerasi ingår i släktet Colotois och familjen mätare. Inga underarter finns listade i Catalogue of Life.